# Епархия Коронеля-Овьедо
Епархия Коронеля-Овьедо (исп. Diócesis de Coronel Oviedo, лат. Dioecesis Oviedopolitana) — епархия Римско-Католической церкви c центром в городе Коронель-Овьедо, Парагвай. Епархия Коронеля-Овьедо распространяет юрисдикцию на департамент Каагуасу. Епархия Коронеля-Овьедо входит в митрополию Асунсьона. Кафедральным собором епархии Коронеля-Овьедо является церковь Пресвятой Девы Марии Розария.

## История
10 сентября 1961 года Римский папа Иоанн XXIII издал буллу Quem admodum, которой учредил территориальную прелатуру Коронеля-Овьедо, выделив её из епархий  Консепсьона и Вильяррики (сегодня — Епархия Вильяррики-дель-Эспириту-Санто).
6 марта 1976 года территориальная прелатура Коронеля-Овьедо была преобразована в епархию.

## Ординарии епархии
- епископ Jerome Arthur (Gerolamo) Pechillo T.O.R.[1] (28.06.1980 -  8.07.1997) — назначен епископом-ауксилиарием Ньюарка;
- епископ Claudio Silvero Acosta S.C.I. di Béth. (15.03.1976 – 26.03.1998) — назначен епископом-ауксилиарием Энкарнасьона;
- епископ Ignacio Gogorza Izaguirre S.C.I. di Béth. (26.03.1998 – 3.02.2001) — назначен епископом Сьюдад-дель-Эсте;
- епископ Хуан Баутиста Гавилан Веласкес (18.12.2001 - по настоящее время).

## Источник
- Annuario Pontificio, Libreria Editrice Vaticana, Città del Vaticano, 2003, ISBN 88-209-7422-3